# Họ Cu li
Họ Cu li (hay cù lần, khỉ gió, xấu hổ)  (Lorisidae; hoặc đôi khi được viết là Loridae) là một họ linh trưởng mũi ướt. Các loài cu li là những động vật có thân hình mảnh mai sống trên cây, và bao gồm cu li, vượn gấu và angwantibo. Chúng sống ở vùng nhiệt đới, Trung Phi cũng như ở Nam và Đông Nam Á. Họ này được Gray miêu tả năm 1821. Các loài này là một trong những loài đi kiếm ăn vào ban đêm.

## Hình ảnh

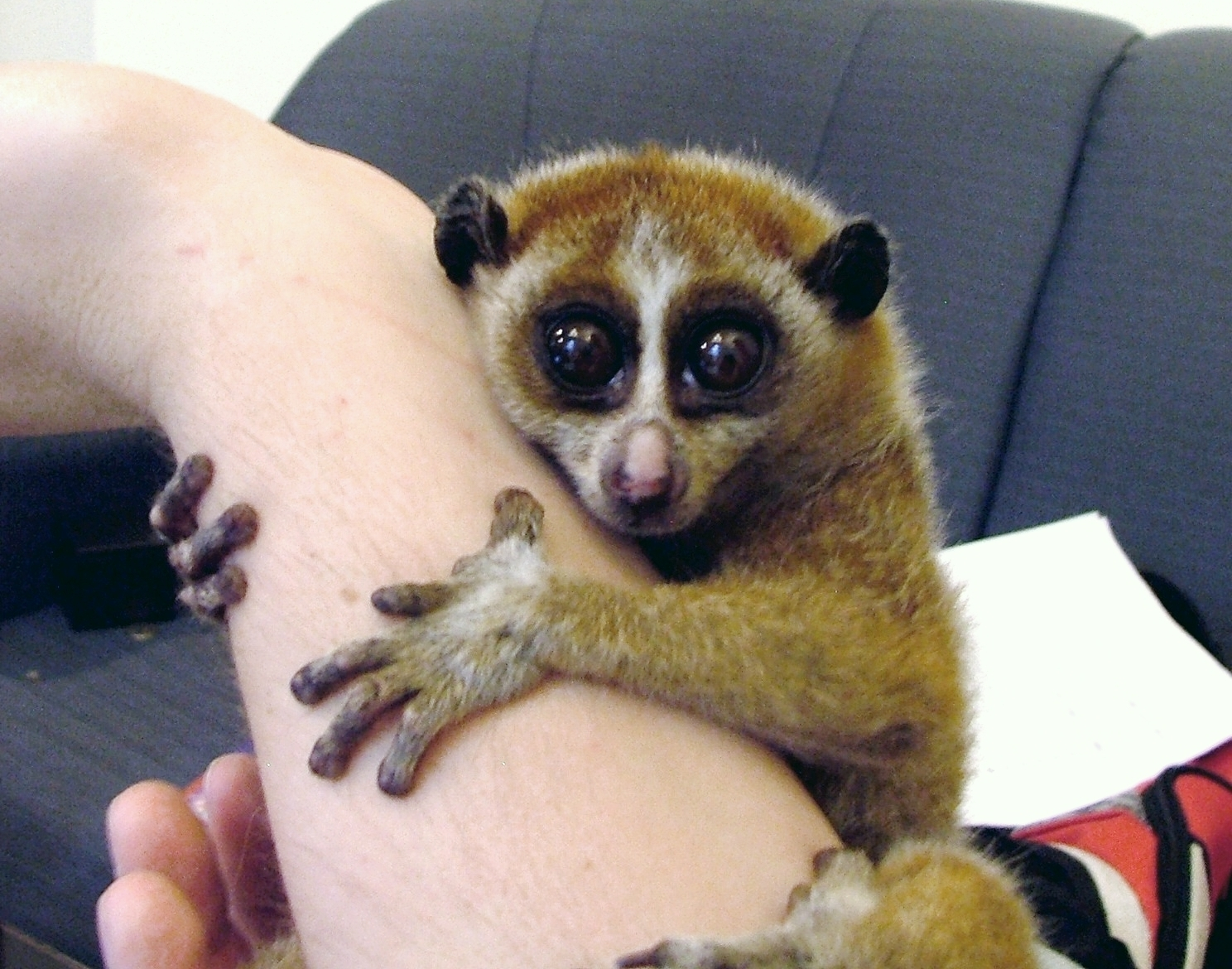
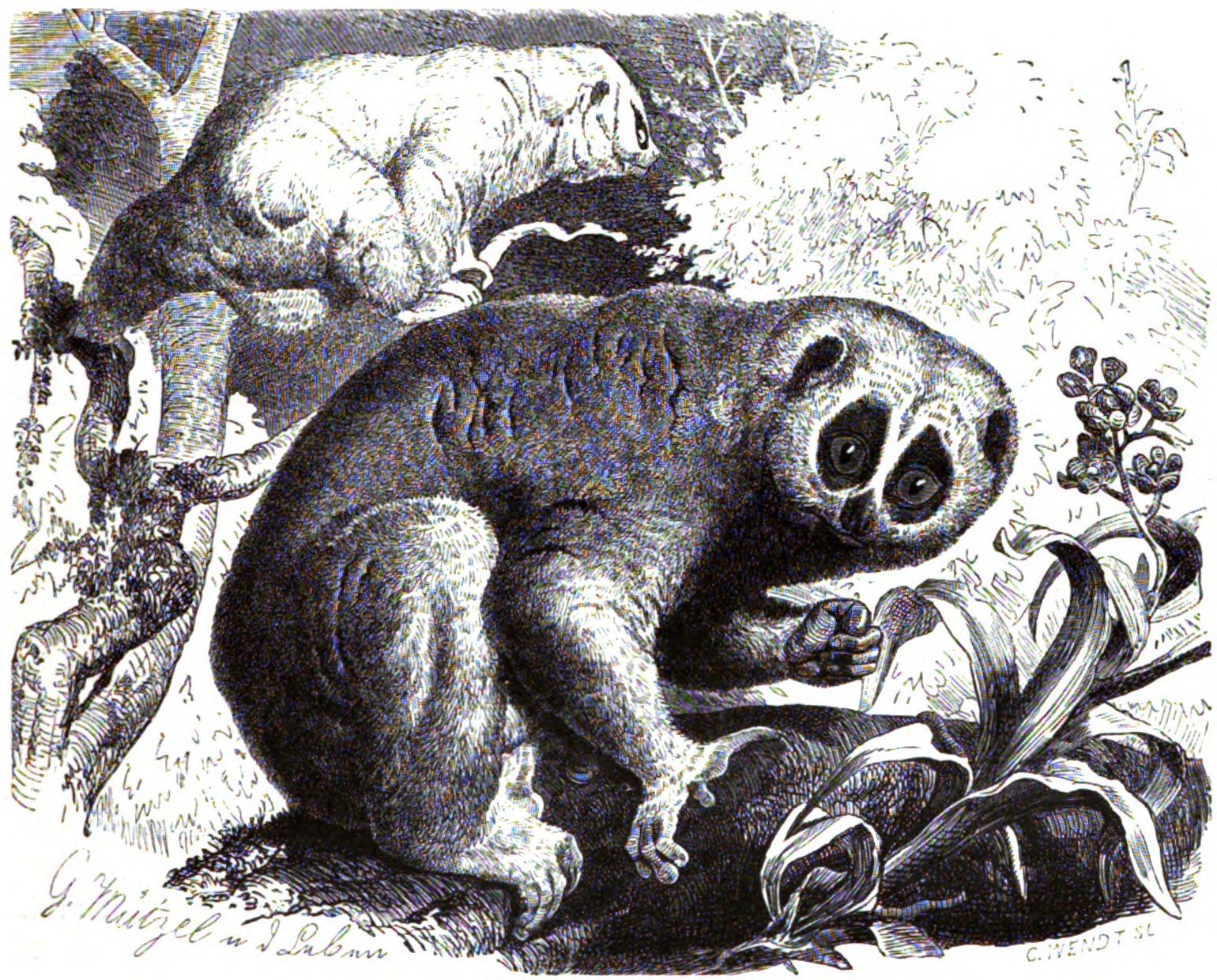
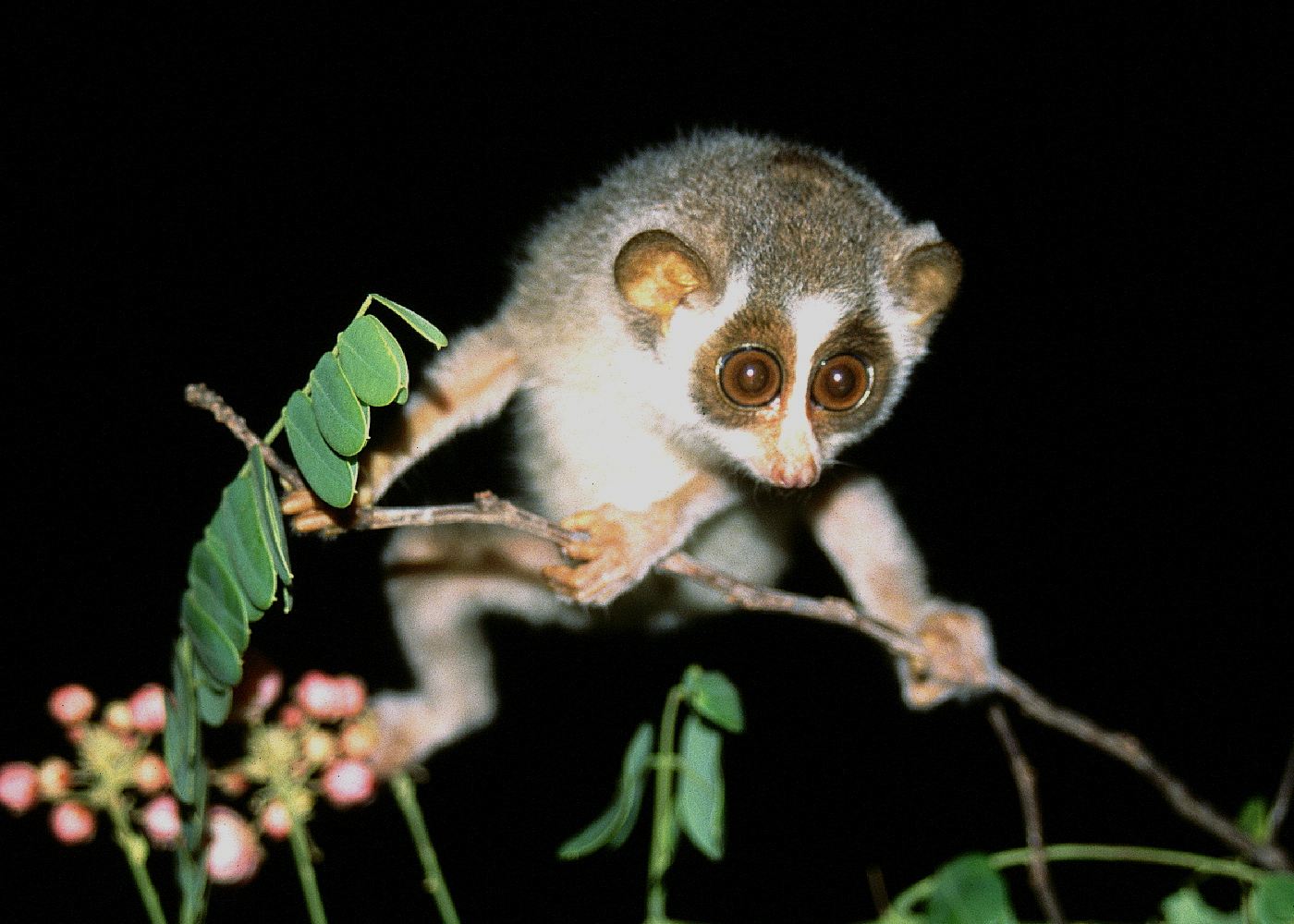
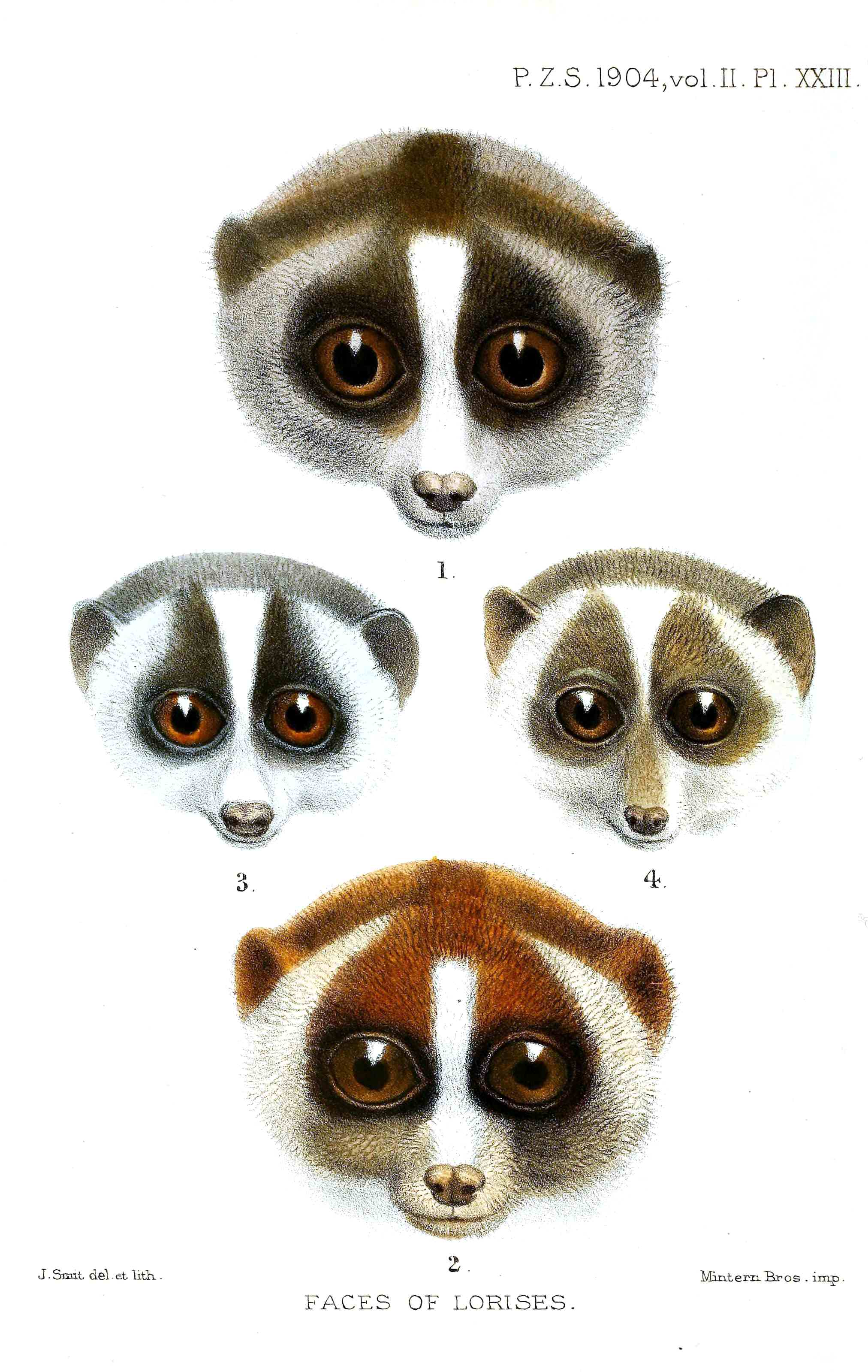

## Phân loại
Họ Cu li có 5 chi và 11 loài.
- Bộ Primates
  - Phân bộ Strepsirrhini
    - Cận bộ Lemuriformes
      - Liên họ Lorisoidea
        - Họ Lorisidae
          - Phân họ Perodicticinae
            - Chi Arctocebus
              - Arctocebus calabarensis
              - Arctocebus aureus

            - Chi Perodicticus
              - Perodicticus potto

            - Chi Pseudopotto
              - Pseudopotto martini

          - Phân họ Lorinae
            - Chi Loris
              - Loris tardigradus
              - Loris lydekkerianus

            - Chi Nycticebus
              - Nycticebus bancanus
              - Nycticebus bengalensis
              - Nycticebus borneanus
              - Nycticebus coucang
              - Nycticebus javanicus
              - Nycticebus kayan
              - †? Nycticebus linglom
              - Nycticebus menagensis
              - Nycticebus pygmaeus